# كلود جوزيف
كلود جوزيف (بالفرنسية: Claude Joseph)‏؛ (وُلد في 4 أبريل 1961) هو سياسي من هايتي، ويشغل منصب رئيس وزراء هايتي منذ مارس 2017.